# Asedio del cuartel de Bjelovar
El asedio del cuartel de Bjelovar, también conocido por el nombre en clave de Operación Bilogora (en croata: Operacija Bilogora), fue el bloqueo y captura del cuartel del Ejército Popular Yugoslavo (JNA) y otras instalaciones en y alrededor de la ciudad de Bjelovar, una parte del 32 cuerpo del JNA (Varaždin ), durante la Guerra de Independencia de Croacia . El 14 de septiembre de 1991 se ordenó un bloqueo general de las instalaciones del JNA en Croacia, que continuó hasta el 29 de septiembre, cuando las fuerzas croatas capturaron la guarnición del JNA. Su captura se produjo una semana después de que se rindiera el grueso del 32.º Cuerpo. Formó parte de la batalla de los Cuarteles, una iniciativa de las fuerzas armadas croatas por aislar a las unidades del JNA con base en los cuarteles de Croacia, o capturar los cuarteles para proporcionar armas al naciente ejército croata.
Los combates se saldaron con la captura de un importante arsenal de armas, incluidos 78 tanques, 77 vehículos de combate de infantería y 13 piezas de artillería de más de 100 milímetros (3,9 pulgadas) de calibre. El enfrentamiento también causó daños considerables en la ciudad de Bjelovar y sus alrededores debido al fuego de artillería y a la explosión de un depósito de municiones en las afueras de la ciudad. Los combates estallaron a pesar del alto el fuego que se había acordado días antes, y provocaron que el general del JNA Veljko Kadijević se retirara de las negociaciones sobre la aplicación del alto el fuego. Posteriormente lanzó un ultimátum a las autoridades croatas, advirtiendo que no se capturaran más instalaciones del JNA.

## Antecedentes
En 1990, las tensiones étnicas entre serbios y croatas empeoraron tras la derrota electoral del gobierno de la República Socialista de Croacia por parte de la Unión Democrática (en croata: Hrvatska demokratska zajednica HDZ). El Ejército Popular Yugoslavo (en serbio: Jugoslovenska Narodna Armija   - JNA) confiscó a la Defensa Territorial de Croacia ( en croata: Teritorijalna obrana  - TO) armas para minimizar la resistencia. El 17 de agosto, las tensiones se intensificaron en una revuelta abierta de los serbios de Croacia, centrada en las zonas predominantemente pobladas por serbios del interior dálmata alrededor de Knin (aproximadamente a 60 km al noreste de Split ), partes de Lika, Kordun, Banovina y Croacia oriental. En enero de 1991, Serbia, con el apoyo de Montenegro y las provincias serbias de Vojvodina y Kosovo, intentó sin éxito obtener la aprobación de la presidencia yugoslava para una operación del JNA para desarmar a las fuerzas de seguridad croatas. La solicitud fue denegada y una escaramuza incruenta entre insurgentes serbios y la policía especial croata en marzo llevó al propio JNA a pedir a la Presidencia Federal que le diera autoridad en tiempos de guerra y declarara el estado de emergencia. A pesar de que la petición fue respaldada por Serbia y sus aliados, la solicitud del JNA fue rechazada el 15 de marzo. El presidente serbio Slobodan Milošević, que prefería una campaña de expansión de Serbia en lugar de preservar Yugoslavia con Croacia como unidad federal, amenazó públicamente con sustituir al JNA por un ejército serbio y declaró que ya no reconocía la autoridad de la Presidencia federal. La amenaza hizo que el JNA abandonara los planes de preservación de Yugoslavia en favor de la expansión de Serbia, ya que el JNA quedó bajo el control de Milošević. A finales de marzo, el conflicto se había agravado con las primeras víctimas mortales. A principios de abril, los líderes de la revuelta serbia en Croacia declararon su intención de amalgamar las zonas bajo su control con Serbia. El gobierno croata las consideró regiones separatistas.
A principios de 1991, Croacia no tenía un ejército regular. Para reforzar su defensa, Croacia duplicó sus efectivos policiales hasta llegar a unos 20.000. La parte más eficaz de la fuerza policial croata era una policía especial de 3.000 efectivos, compuesta por doce batallones organizados según criterios militares. También había entre 9.000 y 10.000 policías de reserva organizados regionalmente en 16 batallones y 10 compañías, pero carecían de armas. En respuesta al deterioro de la situación, el gobierno croata creó en mayo la Guardia Nacional Croata (Zbor narodne garde - ZNG), ampliando los batallones de la policía especial en cuatro brigadas de guardias profesionales. Bajo el control del Ministerio de Defensa y bajo el mando del general retirado del JNA Martin Špegelj, las cuatro brigadas de guardias contaban con unos 8.000 efectivos. La policía de reserva, también ampliada a 40.000 efectivos, fue adscrita al ZNG y reorganizada en 19 brigadas y 14 batallones independientes. Las brigadas de guardias eran las únicas unidades del ZNG que estaban completamente equipadas con armas ligeras; en todo el ZNG faltaban armas más pesadas y la estructura de mando y control era escasa por encima del nivel de brigada. La escasez de armas pesadas era tan grave que el ZNG recurrió al uso de armas de la Segunda Guerra Mundial tomadas de museos y estudios cinematográficos. En ese momento, el arsenal de armas croatas estaba compuesto por 30.000 armas ligeras compradas en el extranjero y 15.000 que anteriormente eran propiedad de la policía. Para sustituir al personal perdido en las brigadas de guardias, se creó una nueva policía especial de 10.000 efectivos.

## Preludio
Las opiniones de los líderes croatas sobre cómo lidiar con el papel del JNA en la revuelta de los serbios croatas evolucionaron gradualmente entre enero y septiembre de 1991. El plan inicial del presidente croata Franjo Tuđman era ganar el apoyo de la Comunidad Europea (CE) y los Estados Unidos, por lo que rechazó el consejo de Špegelj de apoderarse de los cuarteles e instalaciones de almacenamiento del JNA en Croacia a finales de 1990. Durante la Guerra de los Diez Días en junio y julio de 1991, Špegelj instó una vez más a Tuđman a actuar mientras el JNA luchaba contra el TO de Eslovenia. Las llamadas de Špegelj fueron repetidas por Šime Đodan, quien lo sucedió como ministro de Defensa en julio. Špegelj permaneció al mando de la ZNG.
La postura inicial de Tuđman se basó en su creencia de que Croacia no podría ganar una guerra contra el JNA. Por tanto, el ZNG se limitó a realizar operaciones defensivas, aunque las acciones del JNA parecían estar coordinadas con las fuerzas de los serbios de Croacia. Esta impresión se vio reforzada por las zonas de amortiguación establecidas por el JNA después de los combates entre la milicia serbia de Croacia y el ZNG. El JNA a menudo intervenía después de que el ZNG hubiese perdido territorio, dejando a los serbios de Croacia en control de las áreas que habían capturado antes de que interviniera el JNA. El JNA proporcionó algunas armas a los serbios de Croacia, aunque la mayor parte de su armamento provenía del TO de Serbia y el Ministerio del Interior de Serbia.
En julio de 1991, el consejo de Špegelj y Đodan fue apoyado por varios miembros del Parlamento croata. En respuesta, Tuđman destituyó a Đodan el mismo mes en que fue nombrado ministro de Defensa, y Špegelj renunció a su mando de la ZNG el 3 de agosto. El deterioro de la situación en el este de Croacia, que incluía la expulsión de las tropas del ZNG de Baranja, los combates intermitentes en los alrededores de Osijek, Vukovar y Vinkovci, el aumento de las pérdidas y la creciente convicción de que el JNA estaba apoyando activamente la revuelta serbocroata, obligaron a Tuđman a actuar. El 22 de agosto, emitió un ultimátum a las autoridades federales yugoslavas exigiendo la retirada del JNA a sus cuarteles para finales de mes. El ultimátum decía que si el JNA no cumplía, Croacia lo consideraría un ejército de ocupación y tomaría las medidas correspondientes. El 1 de septiembre, la CE propuso un alto el fuego y la Presidencia yugoslava y Tuđman aceptaron una conferencia de paz, a pesar de su ultimátum anterior. La conferencia comenzó el 7 de septiembre, pero solo cuatro días después, el miembro croata y presidente de la presidencia, Stjepan Mesić, ordenó al JNA que regresara a sus cuarteles en 48 horas. Esta orden fue motivada por la preocupación de Tuđman de que la conferencia se prolongaría mientras el ZNG perdía territorio. Aunque la orden fue rechazada por otros miembros de la presidencia, dio a Croacia una justificación para enfrentarse abiertamente al JNA.
El primer ministro Franjo Gregurić aconsejó a Tuđman que implementara el plan de Špegelj. Según el general Anton Tus, Tuđman ordenó al ZNG que capturara los cuarteles del JNA el 12 de septiembre, pero anuló la orden al día siguiente. La orden se restableció el 14 de septiembre después de que Tus suplicara a Tuđman que volviera a autorizar la acción, argumentando que el ZNG se estaba quedando sin tiempo. El mismo día, la ZNG y la policía croata bloquearon y cortaron los servicios públicos a todas las instalaciones del JNA a las que tenía acceso, comenzando la batalla de los Cuarteles . Esta acción comprendió bloqueos de 33 grandes guarniciones del JNA en Croacia, y numerosas instalaciones más pequeñas, incluidos puestos fronterizos y depósitos de almacenamiento de armas y municiones.

## Orden de batalla
Desde 1988, la guarnición de Bjelovar del JNA había sido incluida en el 32.º Cuerpo, que tenía su sede en Varaždin, y era el segundo cuerpo del JNA más grande de Croacia. Dirigió la 32.ª Brigada Mecanizada y el 32.º Regimiento de Artillería Mixta, ambos con sede en Varaždin, el 32.º Regimiento de Ingenieros en Čakovec, el 411.º Regimiento Mixto de Artillería Antitanque con base en Križevci, la 73.ª Brigada Motorizada con sede en Koprivnica, la 265.ª Brigada Mecanizada en Bjelovar, y la 288.ª Brigada Mixta de Artillería Antitanque en Virovitica . El JNA no tenía suficientes tropas en el área para asegurar todas sus instalaciones, pero era posible que las unidades del 5.º Cuerpo (Banja Luka) ) desplegadas en Okučani intentaran relevar algunas de las guarniciones. Una parte de la 265.ª Brigada Mecanizada fue enviada a Koprivnica para reforzar la 73.ª Brigada Motorizada. Consistía en un batallón de tanques y un batallón de ingenieros, y fueron trasladados a Koprivnica en agosto de 1990 para impulsar la presencia del JNA en la ciudad. Un grupo de batalla compuesto por 23 vehículos blindados y 14 otros vehículos, extraídos de la 265.ª Brigada Mecanizada y comandados por el Teniente Coronel Milan Čeleketić, se desplegó en Okučani. Se incorporó al 5.º Cuerpo el 15 de agosto para evitar que la policía especial croata expulsara a las fuerzas serbias de Croacia de la ciudad.
Bjelovar también albergaba el cuartel general de la 28.ª División Partisana (TO) y una de las brigadas de la división. La instalación más importante del JNA en Bjelovar y sus alrededores inmediatos fue el cuartel de Božidar Adžija, situado en las afueras occidentales de la ciudad. El cuartel albergaba el cuartel general de la guarnición de Bjelovar y la mayor parte del armamento de la 265.ª Brigada Mecanizada, y aproximadamente 500 oficiales y soldados. En el centro de Bjelovar había una instalación no de combate del JNA, protegida por un pequeño destacamento de seguridad, una base de radar y un centro de comunicaciones de defensa antiaérea en el pueblo de Zvijerci, adyacente al asentamiento de Trojstveni Markovac en las afueras del norte de Bjelovar, y dos depósitos de almacenamiento. El depósito de Logor se utilizaba para almacenar tanques y otros equipos de la 265.ª Brigada Mecanizada y armas que habían sido confiscadas al TO en Bjelovar, y estaba custodiado por unos 50 soldados. El depósito de Barutana se utilizaba para almacenar municiones. A diferencia del depósito de Logor, que estaba situado en la propia ciudad, el depósito de Barutana estaba situado en el bosque de Bedenik, cerca de Bjelovar
El 23 de febrero de 1991, Croacia estableció una unidad policial especial del tamaño de una compañía en Bjelovar. A raíz del deterioro de la situación en Eslavonia occidental, se estableció en la ciudad la 105.ª Brigada de la ZNG, equipada en gran parte sólo con armas ligeras, y se elaboraron planes para el bloqueo de las rutas de entrada y salida de la ciudad. Se creó un cuartel general de crisis para coordinar la defensa de la ciudad y la fabricación de armas en plantas industriales que habían sido modificadas para su producción.

## Cronología

### Tensiones crecientes y bloqueo

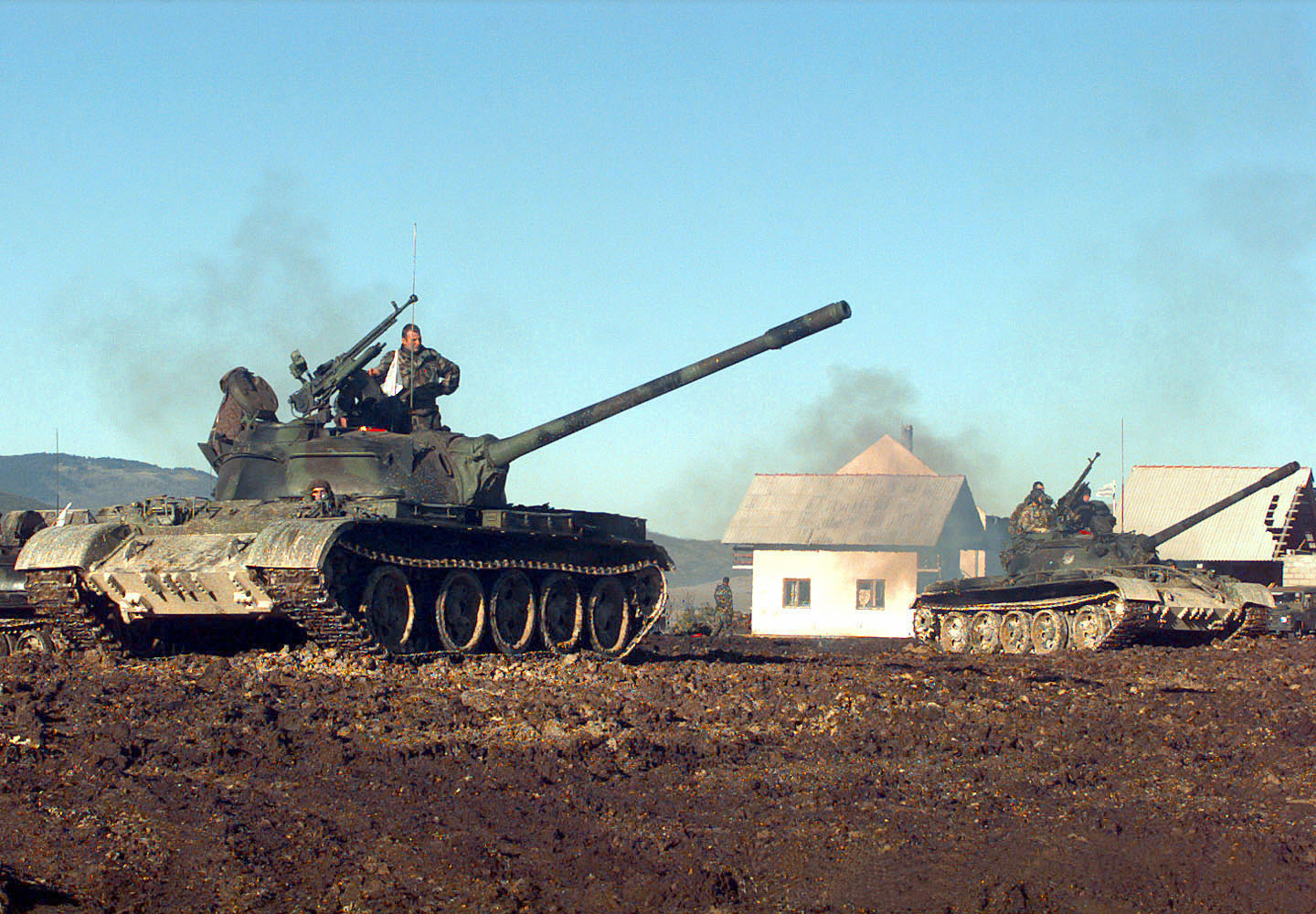
El ZNG capturó 75 tanques JNA T-55 en Bjelovar.

El primer conflicto importante en el que se vio involucrado el JNA en la zona de Bjelovar ocurrió el 1 de septiembre, cuando 14 oficiales y soldados del JNA fueron desarmados en un puesto de control croata. El oficial al mando de la guarnición del JNA de Bjelovar, el coronel Rajko Kovačević, exigió que se le devolvieran las armas, pero las fuerzas croatas declinaron la petición, alegando que las armas ya habían sido enviadas a Zagreb. Las tensiones aumentaron considerablemente después de que 18 soldados de la ZNG de la 105.ª Brigada, desplegados desde Bjelovar, desaparecieran durante la batalla de Kusonje el 9 de septiembre. Las autoridades civiles de la ciudad exigieron al JNA que informara sobre su destino, pero el JNA declaró que no tenía conocimiento del asunto.
Para el 22 de septiembre, las fuerzas croatas habían asediado y capturado todas las guarniciones principales del 32.º Cuerpo, excepto las de Bjelovar y Koprivnica. Las guarniciones del JNA en esas dos ciudades recibieron la orden de retirarse al territorio cercano a Okučani que estaba bajo el control del 5.º Cuerpo. A la guarnición de Koprivnica se le ordenó salir hacia Bjelovar, enlazar con la 265.ª Brigada Mecanizada y dirigirse hacia Daruvar a través de Grubišno Polje. Al mismo tiempo, la guarnición de Bjelovar fue bloqueada y sus servicios y suministros fueron cortados. Se entablaron negociaciones para la rendición de la guarnición, dirigidas por el cuartel general civil de crisis presidido por Jure Šimić. Las negociaciones se estancaron cuando el JNA exigió que se permitiera a la 265.ª Brigada Mecanizada evacuar a Okučani o a Bosnia y Herzegovina. En ese momento, varios civiles serbocroatas se refugiaron en el cuartel temiendo por su seguridad o para aislarse de las autoridades croatas.

### Preparativos para el ataque

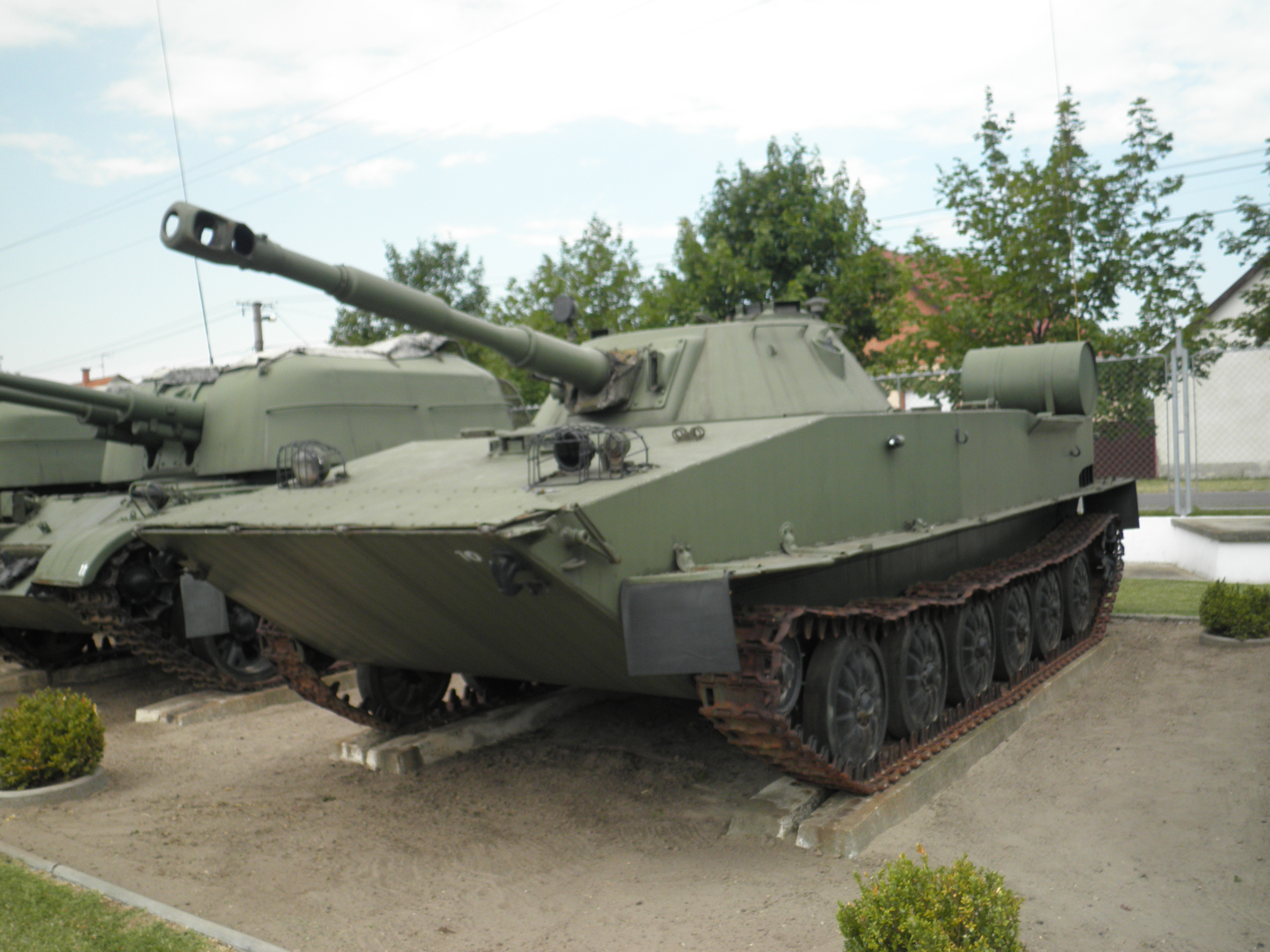
Tres tanques anfibios PT-76 fueron capturados por el ZNG en Bjelovar.

Los preparativos para tomar las instalaciones del JNA en Bjelovar tuvieron lugar del 21 al 29 de septiembre. Éstos incluyeron la colocación de obstáculos alrededor de las instalaciones del JNA, el establecimiento de unidades de artillería y defensa aérea y la elaboración de planes para capturar la guarnición del JNA, con el nombre en clave de Operación Bilogora. El 1.º Batallón de la 105.ª Brigada se desplegó alrededor de los pueblos de Bedenik y Velika Pisanica, el 2.º Batallón en el pueblo de Narta, y el 3.º Batallón al norte de Bjelovar, rodeando así la ciudad. En la propia ciudad se desplegaron nueve grupos de combate para atacar a las unidades acorazadas que pudieran intentar una fuga. En los pueblos cercanos se instalaron sistemas de defensa aérea compuestos por dos ametralladoras de 12,7 milímetros (0,50 pulgadas) y dos cañones antiaéreos de 20 milímetros (0,79 pulgadas). En la zona de Hrgovljani se desplegó una batería de cañones antitanque T-12 remolcados de 100 milímetros (3,9 pulgadas). En un intento de mitigar la escasez general de armas antitanque, se enviaron 200 cócteles Molotov desde Zagreb y el 23 de septiembre llegaron desde Virovitica tres vehículos blindados de transporte de personal armados con sistemas de misiles guiados antitanque 9M14 Malyutka. El cuartel general de crisis debía coordinar todas las actividades de las fuerzas armadas croatas con base en Bjelovar, así como los refuerzos recibidos de Varaždin tras la rendición de la guarnición del JNA con base allí, pero el coronel Želimir Škarec, miembro del Estado Mayor de las Fuerzas Armadas de la República de Croacia, fue nombrado oficial al mando de la operación militar.
A pesar del acuerdo de alto el fuego firmado el 22 de septiembre entre el JNA y Croacia, que preveía la reanudación de los suministros al cuartel del JNA, las autoridades de Bjelovar se negaron a restablecer los servicios, alegando que el acuerdo permitía el suministro sólo a los oficiales y soldados del JNA, pero que también había civiles refugiados en el cuartel. El 27 de septiembre, el Estado Mayor croata ordenó que la guarnición fuera capturada del 28 al 30 de septiembre. Tus, actuando como Jefe del Estado Mayor, ordenó el asesinato clandestino de los extremistas antes de que causaran una matanza masiva de civiles o grandes daños materiales. Según Tus, esta orden se basó en la evaluación de que había oficiales extremistas del JNA presentes en Bjelovar, con la intención de llevar a cabo tales actos

### Captura de la guarnición

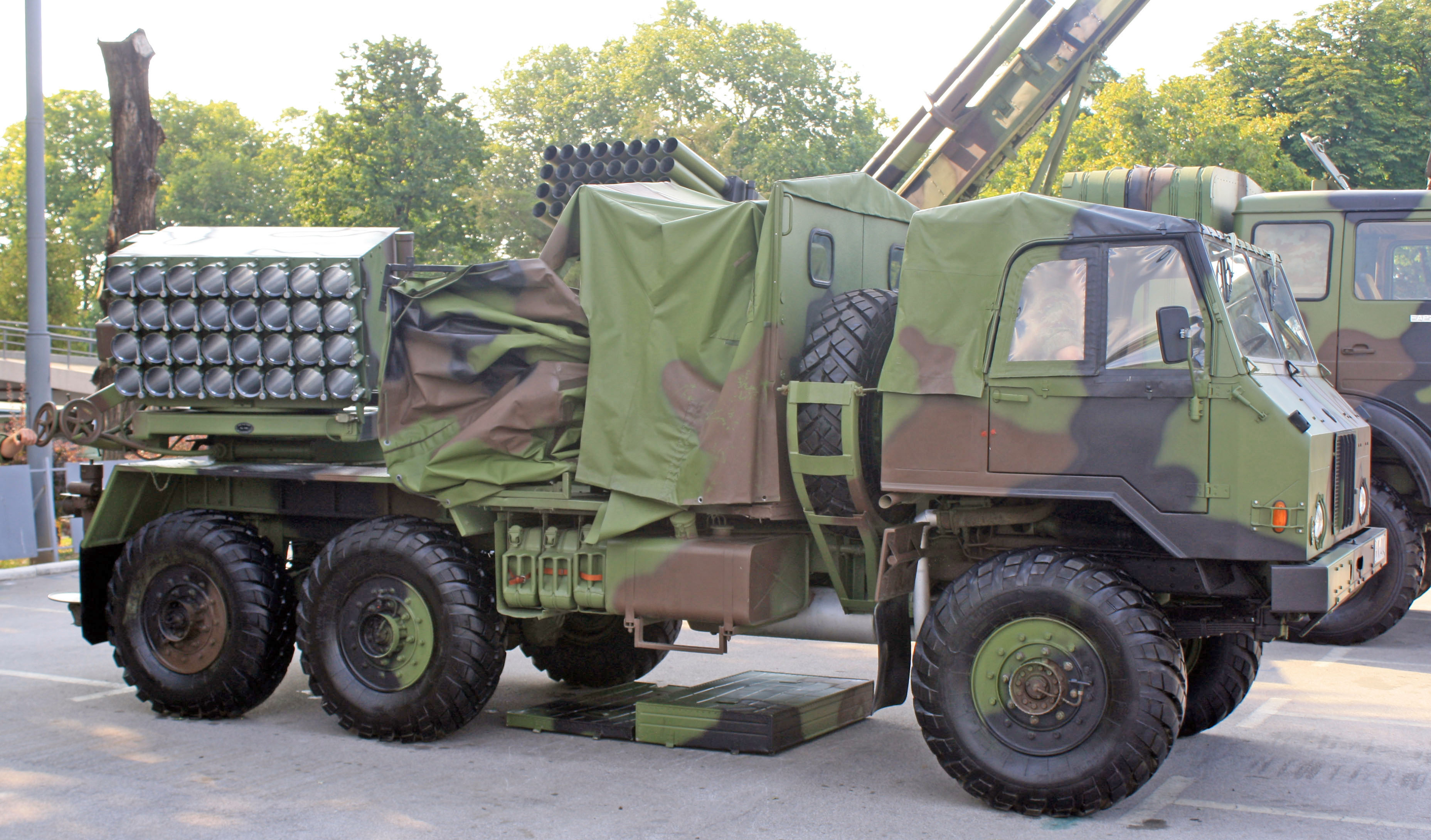
El ZNG capturó cuatro lanzacohetes múltiples JNA M-63 Plamen en Bjelovar.

En la mañana del 29 de septiembre, la ZNG y la policía croata atacaron las instalaciones del JNA en Bjelovar. En respuesta, Kovačević se puso en contacto con el quinto distrito militar del JNA en Zagreb y solicitó ataques aéreos contra la ciudad y el ZNG. Las fuentes no indican si se llevaron a cabo los ataques aéreos solicitados. En cambio, el Quinto Distrito Militar presionó a las autoridades croatas centrales para que ordenaran a la ZNG en Bjelovar que observara un alto el fuego general acordado previamente entre Croacia y el JNA el 22 de septiembre. Para verificar el alto el fuego, la Misión de Monitoreo de la Comunidad Europea (ECMM) desplegó un equipo de monitoreo en la ciudad. Sin embargo, las autoridades de Bjelovar ignoraron la orden que recibieron del Estado Mayor y detuvieron al equipo de la ECMM antes de que llegara a la ciudad. Según Šimić, la medida se tomó después de que el teniente general Petar Stipetić lo telefoneara y lo instara a continuar con el ataque. La autenticidad del relato de Šimić ha sido cuestionada por el almirante Davor Domazet-Lošo, quien afirma que fue un intento de desacreditar a Croacia ante la ECMM. A las 19:00, el ZNG capturó el cuartel de Božidar Adžija. Para entonces, todas las demás instalaciones del JNA en y cerca de Bjelovar habían sido capturadas.
Antes de que el depósito de Barutana fuera capturado por el ZNG, una de las cuatro estructuras de almacenamiento, que contenía 1.700 toneladas (1.700 toneladas largas; 1.900 toneladas cortas) de munición, fue volada por el mayor del JNA Milan Tepić. La explosión se produjo a las 10:43, matando a Milan Tepić, y a once soldados del ZNG que estaban bloqueando el depósito en el bosque de Bedenik. La explosión derribó árboles en un círculo de 200 metros de ancho, causó daños en las estructuras cercanas y pudo oírse a 20 kilómetros de distancia. El JNA perdió a otro soldado en la zona del depósito, muerto por un misil antitanque mientras se enfrentaba al ZNG con el cañón de un vehículo de combate de infantería..

## Consecuencias

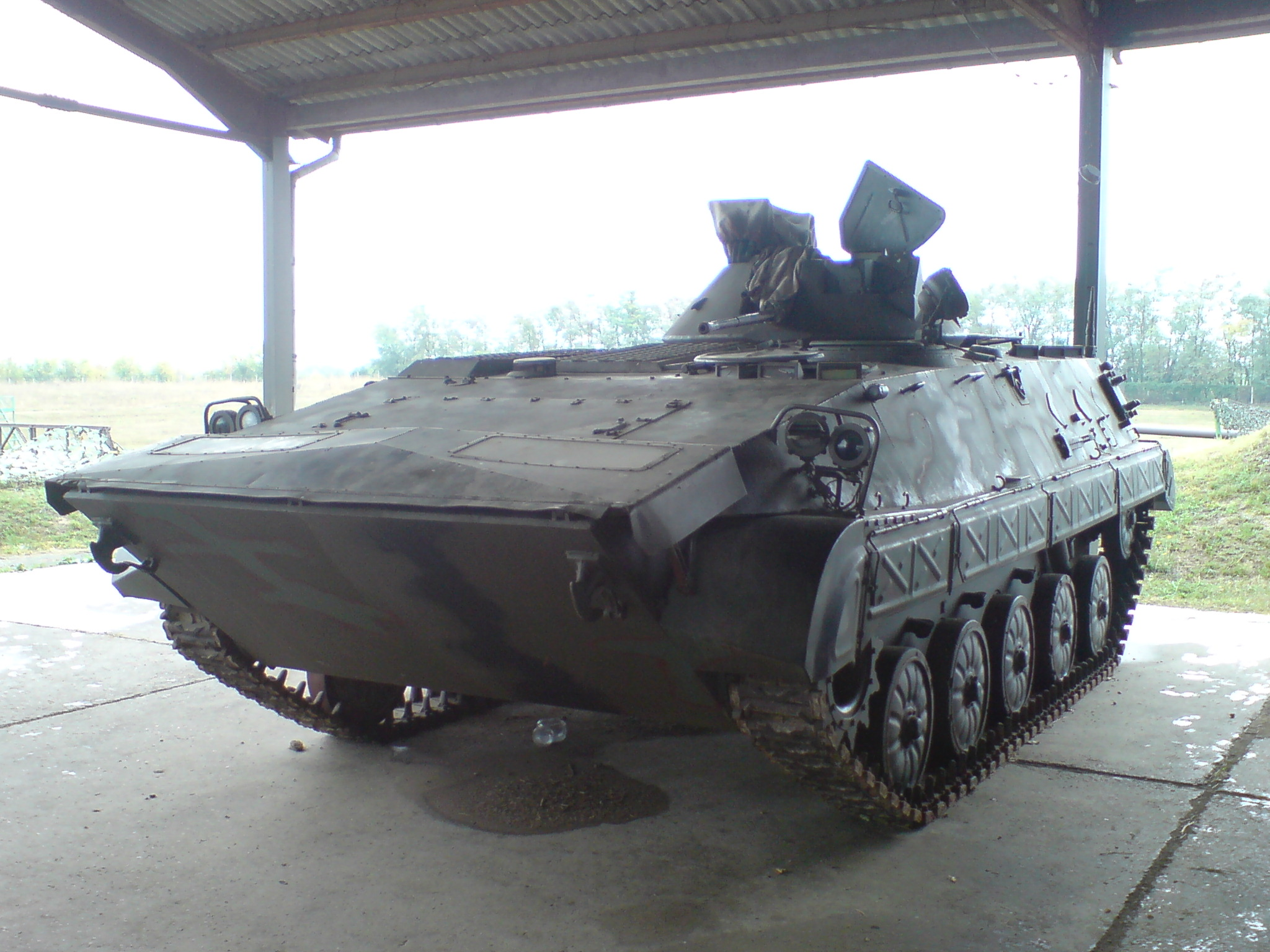
Las fuerzas croatas capturaron 77 IFV BVP M-80 en el cuartel de Bjelovar.

El JNA sufrió 14 muertos y 30 heridos durante el asedio y la captura del cuartel de Bjelovar. El ZNG perdió 17 muertos y cinco civiles. Hubo 70 heridos entre las tropas del ZNG y los civiles. Las tropas del ZNG capturaron a 60 oficiales del JNA y 365 soldados. Las tropas capturadas fueron liberadas el 14 de noviembre, en un intercambio de prisioneros entre Slavonski Šamac y Bosanski Šamac. El equipo capturado por el ZNG incluía 75 tanques T-55 y tres PT-76, nueve obuses de 122 milímetros (4,8 pulgadas), cuatro lanzacohetes múltiples M-63 Plamen, 77 vehículos de combate de infantería BVP M-80, armas ligeras confiscadas previamente al TO de Bjelovar y armas de la 1.ª Brigada de la 28.ª División Partisana (TO), incluyendo 1.300 rifles de asalto y ametralladoras y aproximadamente 100 camiones. Durante los combates, 437 estructuras residenciales, 513 apartamentos, 169 estructuras de servicios públicos y 25 edificios públicos y comerciales fueron dañados o destruidos en Bjelovar y Hrgovljani. Al día siguiente, la única unidad importante que quedaba del 32.ª Cuerpo -la 73.ª Brigada Motorizada con base en Koprivnica- se rindió al ZNG.
La captura del cuartel del JNA en Bjelovar también afectó al acuerdo de alto el fuego alcanzado entre el JNA y Croacia en Igalo, concretamente a una disposición relativa al levantamiento del bloqueo del cuartel del JNA en ese lugar. Inicialmente hubo una disputa entre Tuđman y el general del JNA Veljko Kadijević sobre si significaba lograr condiciones de vida normales en los cuarteles o una completa libertad de movimiento para el JNA en Croacia. Se negoció una interpretación de compromiso, que fue abandonada por Kadijević específicamente por los acontecimientos de Bjelovar. El 1 de octubre, Kadijević lanzó un ultimátum a Croacia amenazando con la destrucción de una instalación civil vital para la población croata por cada puesto militar capturado por el ZNG. El ultimátum demostraba que el JNA consideraba a Croacia como territorio enemigo, y no como parte del país que tenía la responsabilidad de proteger.
Tepić fue considerado un héroe en Serbia porque prefirió morir antes que rendirse. El 19 de noviembre de 1991, la Presidencia de Yugoslavia le concedió a título póstumo la Orden del Héroe del Pueblo, convirtiéndose en el último galardonado con esta orden. Posteriormente, las autoridades serbias calificaron sus acciones de heroicas y lo utilizaron como modelo para sus soldados.
En 2005, las autoridades de Bjelovar anunciaron que presentarían cargos por crímenes de guerra contra dos oficiales anónimos del JNA. En 2010, Šimić fue acusado de crímenes de guerra, específicamente el asesinato de prisioneros de guerra . Según los cargos presentados por el Tribunal del Condado de Bjelovar, Šimić o varias personas directamente bajo su mando asesinaron a Kovačević ya otros dos agentes del JNA después de que se rindieran el 29 de septiembre. A 2014 , el juicio estaba en curso. Otras cuatro personas fueron juzgadas por el asesinato de seis prisioneros de guerra capturados en el cuartel de Božidar Adžija. Estos prisioneros, junto con un civil que había estado bajo custodia desde el 2 de septiembre, fueron llevados al bosque de Česma cerca de la aldea de Malo Korenovo para ser fusilados. Los soldados murieron, pero el civil sobrevivió, aunque sufrió heridas graves. Los cuatro acusados fueron absueltos en 2012. Škarec y el jefe de Estado Mayor de Bjelovar TO Stjepan Budimski fueron acusados de desobedecer las órdenes emitidas por el Estado Mayor y fueron encarcelados. Después de pasar varios meses bajo custodia, Škarec y Budimski fueron liberados sin cargos formales. Škarec fue dado de baja de las fuerzas armadas croatas.